# AVIRIS

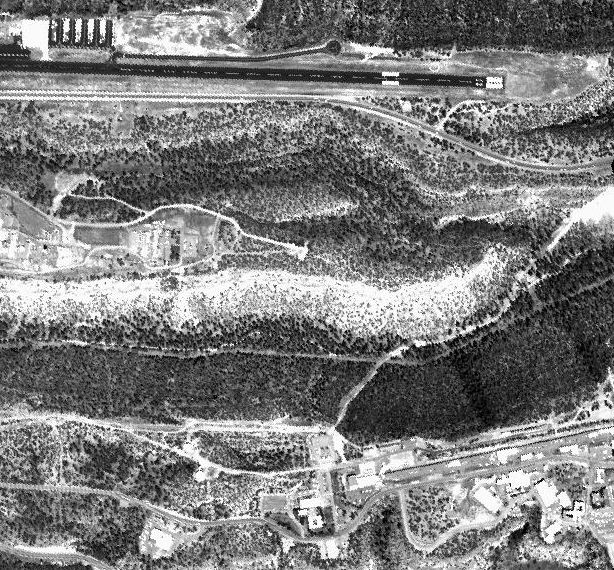
AVIRIS-Szene im Gebiet von Los Alamos, aufgenommen im Jahr 2004 (Quicklook)

AVIRIS ist ein Akronym und bedeutet „Airborne Visible InfraRed Imaging Spectrometer“. Der hyperspektrale Fernerkundungs-Sensor misst Strahlung im sichtbaren und infraroten Bereich zwischen 400 nm und 2500 nm. Diese 2100 nm breite Spanne ist in 224 einzelne (aber zusammenhängende) Kanäle eingeteilt, was eine in der Fernerkundung einzigartige spektrale Auflösung darstellt.
Zuerst wurde das flugzeuggetragene System 1987 eingesetzt, bisher auf zwei verschiedenen Plattformen:
- NASA ER-2 (modifizierte U-2)
- Twin Otter (De Havilland Canada DHC-6).

AVIRIS ist ein optisch-mechanischer Scanner, der pro Bildzeile 614 Pixel aufzeichnet. Die Pixel- (Auflösung) und die Streifenbreite hängt dabei natürlich von der Flughöhe und damit von der Plattform ab. Mit der ER-2 (Flughöhe = 20 km) wird eine Auflösung von 20 × 20 m bei 11 km Streifenbreite erreicht. Von der Twin Otter getragen (Flughöhe = 4 km), können Werte von 4 × 4 m bzw. 2 km erzielt werden.
Einsatzgebiete waren bisher die USA, Kanada und Europa. Ein AVIRIS-ähnliches Instrument zur Erkundung der Mineralogie auf dem Mond wurde 2008 als Beitrag der NASA zur indischen Sonde Chandrayaan-1 gestartet: der „Moon Mineralogy Mapper“.